# 丁传松
丁传松（1933年7月—），男，浙江奉化人，中国数学家，曾任西北师范学院教授、博士生导师，中国数学会理事。